# 狂い月
『狂い月』（くるいづき）は、ゲームサークル3色ぱんによって制作されたWindows用のダウンロードゲーム。サスペンスホラーの謎解き探索アドベンチャーゲームとされ、対象年齢は15才以上となっている。2016年1月24日にフリーウェアとしてふりーむ!において公開され、同月26日にはベクターにおいても配信が開始された。最新バージョンは同年6月6日公開のver.1.04となっている。
もぐらゲームスによると、本作は公開直後からインターネット上で話題になった作品であり、「謎解きを重視したシナリオと、丁寧にツボをついたホラー演出、そして全ての謎が解かれたときのカタルシスによって」多くのプレイヤーを驚かせたとしている。ふりーむ!の年間ダウンロード数ランキングであるフリーゲーム・オブ・ザ・イヤー2016では1位となっている。

## 概要
主人公である神崎満を操作し、舞台となる屋敷を探索して発生する事件の謎を解き、その真相に迫ってゆくアドベンチャーゲームとなっている。本作はストーリーを重視した作品でアクション要素は少ないとされる。エンディングデモとしてノーマルエンドのほかに、イラストムービーを含むトゥルーエンドが用意されている。2016年2月7日公開のver1.01において、館内図を表示できる機能が追加された。本作の謎解きについてもぐらゲームスでは、ヒントもあり理不尽に難しくはないが「独特のクセ」があるため「慣れないと手こずる」としている。
ストーリーは、高校生の満が天文部に所属するクラスメイトの新岡梓紗から、天体観測の誘いを受けるところから始まる。ほかのクラスメイトたちが裏山にある幽霊屋敷に行くことを計画していたため、彼らと一緒に屋敷のある裏山へと行くことになる。その後、雨宿りのために全員が屋敷の中へ入ったところ、出入口が開かなくなり閉じ込められてしまう。満たちが屋敷の中を調べると、御影家とモンレオーネ家が所有する学生寮であった時代に、惨劇の舞台となっていたことが判明する。そして事件が発生し、やがて満は自身の過去についても知ることになる。
本作の公開に先立ちYouTubeとニコニコ動画においてイメージPVが公開されている。また『ほぼほぼフリーゲームマガジン』では、七輝翼による本作の冒頭に相当する内容の描きおろしコミックが掲載されている。
なお3色ぱんは、規約を順守したものに限りゲーム実況動画の投稿や二次創作を容認するとしている。もぐらゲームスによると、ファンイラストが多数描かれているという。

## 登場人物
神崎 満（かんざき みちる）
主人公。やや冷めた性格をしており、周りからは孤立気味で普段は一人でいることが多い。その性格は過去の経験や複雑な家庭環境の反映とされる。記憶喪失の経験があり、また死別した弟がいる。ベートーヴェンの『月光』をよく聴いている。
天宮 翔（あまみや かける）
主人公の弟。
速水 響也（はやみ きょうや）
満とは中学校時代からの同級生。普段はまじめな優等生を装うが、性格は毒舌をふるう皮肉屋であり二面性をもつ。満と同じく家族関係の悩みを抱えている。本作の舞台となる屋敷は響也の家が所有している。
皆川 進（みながわ しん)
満の幼なじみであり中学校時代からの同級生だが、現在は険悪な関係となっている。ある事件がきっかけで満と仲違いした過去がある。性格は短気で口が悪い。いざとなると「守りに入ってしまうタイプ」とされる。
海藤 隼人（かいどう はやと）
お調子者で行動的なトラブルメーカー。その性格から一行が屋敷に赴くきっかけを作ってしまう。メンタル面にも「若干の難」があるとされる。
渡 康平（わたり こうへい）
落ち着いた性格で霊感がある。勘の鋭さを見せることもあり、気になったことを追究しようとする性格から、単独での行動が目立つ。隼人とは特に仲がいい。
新岡 梓紗（にいおか あずさ）
満の幼なじみである活動的で面倒見のいい女子高生。周りも驚くような行動力をあらわにすることもある。
梢（こずえ）
今作に登場する悪霊。中盤までは特になにもしてこないが、終盤で主人公が聖水を手に入れて以降、主人公をひたすら追いかけ回すようになる。ただしランダムで出現することはなく、出現場所や出現タイミングが決まっている。

## 制作背景
本作はWOLF RPGエディターの練習を目的に作り始めたゲームとされる。前作『ねこの帰り道』とは異なる作風を目指したため、ホラーゲームというジャンルを選んだとしており、自身の好みから「ベタなホラー」がテーマになっているという。そして本作は「それぞれの結末に向かう理由や経緯、現代と過去の事件や人物をどうやって織り交ぜて描いていくかに注力」しており、その結果ホラー要素よりもサスペンス要素の方が多いサスペンスホラーになったと述べている。また操作性を考慮したプロット構成や、「限られた空間での謎解き」に苦戦したとも述べている。
プロット制作は2014年2月から開始しており、当時のブログではでぶねこK3（ネコの人）が昔考えた「ホラー系のお話」をゲーム化するとしていた。

## 評価
『ほぼほぼフリーゲームマガジン』では、「フリーゲームとは思えない重厚な物語」であると評されており、また「恐怖を煽る音響やアニメーションに加え、次々と巻き起こる事件と謎が深まる展開には思わず引き込まれてしまう」とされている。
もぐらゲームスでは、主人公の事情と屋敷で過去にあった出来事について「徐々に明るみになる構造」が優れており、作中の謎がトゥルーエンドまで到達することによってほぼ解消されるという「シナリオの完成度の高さ」が評価されている。また「プレイ中の細かい配慮がなされている点」についても評価されており、「思考する」というコマンドを選択することによってヒントを得られることや、テキストスキップや館内図の表示が可能であること、操作するキャラクターの移動速度が遅くないことをあげている。そして本作の「恐怖の組み立て方」には、日本を舞台としたクトゥルフ神話作品と通じるものがあるとも評されている。
インサイドの記事では、「登場人物が“狂っていく”姿が印象的な作品」として紹介されている。